# .pl
.plは、ポーランドに割り当てられているインターネットの国別コードトップレベルドメイン (ccTLD) である。ポーランドの研究開発組織であるNASKによって運営されている。NASKは、ヨーロッパのインターネットトップレベルドメインレジストリで構成する協会組織のCENTRの創設メンバーのひとつである。

## 歴史
.pl ドメインは、対共産圏輸出統制委員会(COCOM)の旧東側諸国に対する技術協力の規制への緩和措置に伴い、1990年に創設された。.plの最初のサブドメインは、ワルシャワ工科大学の持つ.pwr.plだった。
2003年には国際化ドメイン名(IDN)が導入された。ラテン文字、ギリシア文字、 キリル文字、アラビア文字、ヘブライ文字を含んだドメイン名の登録が許可されている。

## セカンドレベルドメイン
いくつかの機能的、地域的なドメインが存在する。よく知られているものは以下の通り。
- .com.pl, .biz.pl – 商業
- .net.pl – ネットワーク
- .art.pl – 芸術
- .edu.pl – 教育
- .org.pl, .ngo.pl – 組織
- .gov.pl – 政府
- .info.pl – インフォメーション
- .mil.pl – 軍
- .waw.pl, .warszawa.pl – ワルシャワ
- .wroc.pl, .wroclaw.pl – ヴロツワフ
- .krakow.pl – クラクフ
- .katowice.pl - カトヴィツェ
- .poznan.pl – ポズナン
- .lodz.pl – ウッチ
- .gda.pl, .gdansk.pl – グダニスク
- .slupsk.pl - スウプスク
- .radom.pl - ラドム
- .szczecin.pl – シュチェチン
- .lublin.pl – ルブリン
- .bialystok.pl – ビャウィストク
- .olsztyn.pl – オルシュティン
- .torun.pl – トルン
- .zgora.pl – ジェロナ・グラ

多くの登録者が.plの下位に自分のセカンドレベルドメインを登録することのほうを好んでいる。 -  2008年の時点で、610,000を超えるそのようなドメインが登録されている。